# Gaius Iunius Bubulcus Brutus (Diktator)
Gaius Iunius Bubulcus Brutus entstammte dem römischen Geschlecht der Junier und war in den letzten beiden Jahrzehnten des 4. Jahrhunderts v. Chr. als dreimaliger Konsul (317, 313, 311 v. Chr.), Zensor (307 v. Chr.) und Diktator (302 v. Chr.) einer der führenden Vertreter der Nobilität der Plebejer. Vor allem er war es, der das Ansehen seiner Familie begründete und freundschaftliche Bande zu einigen Adelsgeschlechtern der Patrizier etabliert, etwa der gens Aemilia. Er spielte eine bedeutende Rolle in den Kämpfen während des lange andauernden Zweiten Samnitenkrieges, doch lässt sich der genaue Verlauf seiner Feldzüge aufgrund der unsicheren Überlieferungslage nicht rekonstruieren.

## Name, Quellen und Abstammung
Der gesamte Name des Gaius Iunius Bubulcus Brutus einschließlich der Angabe, dass sein Vater und Großvater ebenfalls das Praenomen Gaius führten, ist insgesamt sechs erhaltenen Stellen der Fasti Capitolini und der Triumphalakten zu entnehmen. Die beiden wichtigsten Quellen zu seinem Leben sind das 19. und 20. Buch der Universalgeschichte des sizilischen Historikers Diodor sowie das 9. und 10. Buch der römischen Annalen von Titus Livius. Keine Beinamen des Iunius Bubulcus erwähnt Diodor, während Livius seinen ersten Beinamen Bubulcus angibt.

## Erstes Konsulat
Das erste Mal wurde Iunius Bubulcus 317 v. Chr. zum Konsul gewählt; er versah dieses höchste Staatsamt zusammen mit Quintus Aemilius Barbula. Livius gibt an, dass Iunius Bubulcus die apulische Festung Forentum einnahm, während diese Eroberung laut Diodor erst im nächsten Konsulatsjahr stattfand.

## Zweites Konsulat
Iunius Bubulcus taucht in den Quellen erst vier Jahre später (313 v. Chr.) anlässlich seiner Wahl zu seinem zweiten Konsulat auf, das er gemeinsam mit dem nunmehr zum fünften Mal in die höchste Magistratur gewählten Lucius Papirius Cursor bekleidete. Die Wiedereroberung des zuvor von den Samniten eingenommenen Fregellae und die Erstürmung von Nola durch die Römer wird zwar von den erhaltenen Darstellungen übereinstimmend berichtet; allerdings schreiben Diodor und manche Quellen des Livius die Kriegserfolge nicht den Konsuln, sondern einem Diktator zu. Dieser war laut Diodor Quintus Fabius Maximus Rullianus, laut Livius und den kapitolinischen Fasten dagegen Gaius Poetelius Libo Visolus. Nach dem Bericht Diodors fiel den Konsuln die Aufgabe zu, gegenüber der feindlichen Hauptarmee zu lagern und diese zu binden; außerdem sollten sie den Schutz der mit Rom alliierten Städte gewährleisten. Livius gibt an, dass einige Annalisten den Iunius Bubulcus eine größere militärische Rolle spielen ließen, indem er in Kampanien Nola und zwei weitere Städte erobert haben sollte und der Diktator nur für die rituelle Nageleinschlagung gewählt worden sei. Nach der Ansicht des Althistorikers Friedrich Münzer dürfte die letztgenannte Überlieferung am wenigsten vertrauenswürdig sein, doch lassen sich die militärischen Aktionen aufgrund der widersprüchlichen Quellen im Einzelnen nicht genau nachzeichnen. Wenig Glauben schenkt derselbe Historiker auch der Angabe, dass Iunius Bubulcus 312 v. Chr. als Magister equitum des Diktators Gaius Sulpicius Longus amtierte.

## Drittes Konsulat
Das Konsulnpaar von 317 v. Chr. trat auch 311 v. Chr. das höchste Staatsamt an, Iunius Bubulcus zum dritten Mal und Quintus Aemilius Barbula zum zweiten Mal. Laut Livius sollen die Konsuln die Nachbesetzungen vakanter Stellen im Senat durch den revolutionären Zensor Appius Claudius Caecus als schändlich kritisiert haben. Caecus hatte etwa, alte Traditionen verletzend, Söhne von Freigelassenen in den Senat aufnehmen lassen. Münzer hält diese Ausführungen des Livius über die römische Innenpolitik des Jahres 311 v. Chr. für unzuverlässig und glaubt nicht an ein schlechtes Verhältnis der Konsuln zu dem Zensor.
Der Verlauf der 311 v. Chr. absolvierten Kriege wird von Livius und Diodor völlig verschieden dargestellt. Mit Sicherheit dürfte den Berichten nur zu entnehmen sein, dass Iunius Bubulcus größere Erfolge über die Samniten feiern konnte. Laut Diodor kämpften beide Konsuln in Apulien, besiegten zuerst eine große Streitmacht der Samniten und konnten in der Folge einige Städte erobern. Allerdings ist deren Lage nicht zu lokalisieren und außerdem sind die angeführten Ortsnamen verderbt überliefert. Livius gibt für die beiden Konsuln zwei unterschiedliche Kriegsschauplätze an; demnach soll der Feldzug des Iunius Bubulcus in Samnium und der seines Amtskollegen in Etrurien stattgefunden haben. Weil die römische Garnison von Cluvianum zuerst durch Hunger zur Aufgabe gezwungen und danach niedergemetzelt worden war, ging Iunius Bubulcus nach seiner Wiedereroberung der Stadt besonders grausam gegen die Einwohner vor. Vor allem einen Beutezug stellte sodann die Erstürmung der bedeutenden samnitischen Stadt Bovianum dar. Die Römer wurden anschließend in eine Falle gelockt, indem ihnen von einigen scheinbar übergelaufenen Feinden mitgeteilt wurde, dass sich in einem Waldstück große Rinderherden befänden. Als Iunius Bubulcus mit seinem Heer dort ankam und sich seine Soldaten auf Beutesuche verstreuten, wurden sie von einer starken gegnerischen Armee angegriffen und anfangs überrascht. Nach einer aufmunternden Rede des Konsuls, der in seiner Not Götter wie Jupiter und Mars anrief, sammelten sich die Römer und schlugen die Samniten zurück. In dieser offenbar stark ausgeschmückten und zweifelhaften Darstellung des Livius fehlt der von den Triumphalakten erwähnte Triumph des Iunius Bubulcus ebenso wie sein – erst später erwähntes – Gelübde, der Göttin Salus einen Tempel zu erbauen, obwohl er gemäß diesem Bericht doch die römischen Götter anruft, als er in den Hinterhalt gerät.

## Magister equitum und Zensur
310 v. Chr. soll Iunius Bubulcus laut Livius – wie bereits zwei Jahre zuvor – als Magister equitum fungiert haben, diesmal unter dem Diktator Lucius Papirius Cursor, mit dem er das zweite Konsulat bekleidet hatte. Beiden wird ein glänzender Sieg im Kampf gegen die Samniten zugeschrieben. Laut den Kapitolinischen Fasten fand dieser Krieg erst im Jahr 309 v. Chr. statt, in dem nur der Diktator und sein Reiteroberst, aber keine Konsuln gewählt wurden. Friedrich Münzer bezweifelt die Historizität dieser Diktatur des Papirius, weil der für die altrömische Zeit als relativ glaubwürdig geltende Diodor nichts darüber berichtet.
Als Zensor unterzeichnete Iunius Bubulcus 307 v. Chr. einen Vertrag für die Errichtung des Salustempels, den er im Samnitenkrieg während seines dritten Konsulats gelobt hatte. Zusammen mit seinem Amtskollegen Marcus Valerius Maximus Corvinus ließ er auch Straßen quer durch die ländlichen Gegenden erbauen. Die Zensoren entzogen einem Lucius Annius die Senatorenwürde, weil dieser sich ohne besondere Gründe von seiner Gattin hatte scheiden lassen.

## Diktatur
Zum letzten Mal wird Iunius Bubulcus von den Quellen 302 v. Chr. erwähnt, als er das Amt eines Diktators ausübte, wobei ihm ein Marcus Titinius als Magister equitum zur Seite stand. Angeblich bestand seine Aufgabe in der erneuten Unterwerfung der Aequer, die ihm sehr rasch nach einer kurzen kriegerischen Auseinandersetzung gelungen sein soll, worauf er einen Triumph abgehalten habe. Friedrich Münzer hält die Rebellion der Aequer und den erfolgreichen Feldzug gegen sie für unhistorisch, da dieses Volk schon 304 v. Chr. entscheidend besiegt worden war. Weiters vermeldet Livius, dass Iunius Bubulcus nach dem Aequerfeldzug die Weihung des von ihm gelobten Tempels der Salus vornahm. Dieses auf dem Quirinal errichtete Heiligtum wurde vom Patrizier Gaius Fabius Pictor mit Wandfresken verziert. Der etwa 89/88 v. Chr. als Münzmeister tätige Decimus Iunius Silanus ließ auf seinen Münzen in Anspielung auf den Tempelbau das Haupt der Salus abbilden.
Der dem spartanischen Königsgeschlecht der Agiaden angehörige Kleonymos landete im Jahr der Diktatur des Iunius Bubulcus in Unteritalien und erzielte im Gebiet der Sallentiner zunächst einige Erfolge, ehe er von den Römern zum Rückzug gezwungen wurde und sich nach Norditalien wandte. Livius gibt an, dass einige Annalisten dem Konsul Marcus Aemilius Paullus einen militärischen Erfolg über den spartanischen Prinzen zuschrieben, der daher wieder mit seiner Flotte habe fortsegeln müssen, während laut anderen Quellen der Diktator gegen Kleonymos ausgerückt, aber erst nach der Abfahrt des Agiadensprosses eingetroffen sei. Friedrich Münzer hält die letztere Variante für wahrscheinlicher und nimmt an, dass Iunius Bubulcus in seiner Diktatur, nachdem er sich gegen Kleonymos wegen dessen vorzeitiger Abreise nicht mehr hatte militärisch auszeichnen können, nur noch die Tempelweihe vorgenommen habe.